# Prevotella intermedia
Prevotella intermedia (anteriormente Bacteroides intermedius) es una bacteria gramnegativa patógena anaerobia estricta que participa en infecciones periodontales, incluidas gingivitis, periodontitis y la gingivitis ulcerosa aguda. Suele aislarse de los flemones dentales,  donde predominan los anaerobios obligados. Se cree que P. intermedia es más prevalente en pacientes con noma.
P. intermedia usa hormonas esteroidales como factores de crecimiento, por lo que su número es más alto en mujeres embarazadas. También ha sido aislada de mujeres con vaginosis bacteriana.